# Narcisa Amália
Narcisa Amália de Oliveira Campos (São João da Barra, 3 de abril de 1856-Río de Janeiro, 24 de junio de 1924) fue una poetisa, periodista y activista por los derechos de las mujeres brasileña.

## Biografía
Escribió para varios periódicos y para O Sexo Feminino (en la década de 1870), y colaboró en la revista A leitura (Lectura; 1894-1896). Tras publicar su primer libro de poesía, el romántico Nebulosas, Amália se involucró en una amarga disputa ya que  "fue atribuido a un 'joven hombre' que tomó prestado su nombre". Ella más tarde publicó Miragem, Nelumbia y O Romance da Mulher que Amou. Poseedora de una fuerte sensibilidad social,  luchó contra la opresión de las mujeres. Activista a favor de los derechos de unas mujeres, su libro de 1892 A Mulher do Século XIX (Mujeres del Siglo XIX) era una llamada a las mujeres para luchar por sus derechos.
Algunos de sus trabajos fueron publicados en una obra de Antônio Simões dos Reis. El estudio crítico de su trabajo ha sido realizado por Christina Ramalho en Um espelho para Narcisa: Reflexos de uma voz romantica (1999).

## Obra selecta
- Nebulosas, 1872
- Miragem
- Nelumbia
- O Romance da Mulher que Amou
- A Mulher do Século XIX